# Anomalia oczu collie
Anomalia oczu collie (CEA, Collie eye anomaly) – wrodzona, dziedziczna choroba oczu psów, dotykająca siatkówkę i naczyniówkę oka. Może powodować niedowidzenie, krwotoki wewnątrz gałki ocznej, a nawet ślepotę. Badania diagnostyczne powinny być przeprowadzane u szczeniąt w wieku 6-7 tygodni, ponieważ z wiekiem pigmentacja zaciemnia niedorozwój naczyniówki, który objawia się bladymi plamkami. Aby wykryć CEA u dorosłego psa, należy przeprowadzić badania genetyczne. 
Jest to choroba nieuleczalna. Nie obserwuje się narastania objawów wraz z wiekiem psa. Szczególnie podatne są na nią: Collie (krótkowłose i długowłose), owczarki szetlandzkie, owczarki australijskie, Border Collie, retrievery z Nowej Szkocji.